# Beroun
Beroun (pronunție în cehă [ˈbɛroun]; în germană Beraun) este un oraș și o comună din districtul Beroun din regiunea Boemia Centrală a Cehiei. Are o populație de aproximativ 21.000 de locuitori.
Se află la confluența râurilor Berounka și Litavka. Beroun creează o conurbație cu Králův Dvůr⁠(d), care a făcut parte din comună între 1980 - 1990.
Centrul istoric al orașului este bine conservat și este protejat prin lege ca zonă de monument urban.

## Diviziuni administrative
Beroun este format din șapte diviziuni administrative (în paranteze populația conform recensământului din 2021):
- Beroun-Centrum (921)
- Beroun-Hostim (122)
- Beroun-Jarov (238)
- Beroun-Město (15,398)
- Beroun-Zavadilka (712)
- Beroun-Závodí (2,836)
- Beroun-Zdejcina (324)

## Geografie
Beroun se află la aproximativ 26 kilometri (16 mi) sud-vest de capitala Praga. Se găsește la confluența râurilor Berounka și Litavka⁠(d), în valea acestor râuri. Râul Loděnice curge prin Beroun-Hostim în partea cea mai estică a teritoriului comunei și apoi se varsă în râul Berounka chiar în afara teritoriului comunei Beroun.
Peisajul din jur este deluros. Partea de sud a teritoriului comunei, inclusiv zona intravilană, se află în Munții Hořovice, iar partea de nord se află în Munții Křivoklát. Cel mai înalt punct al comunei este dealul Děd aflat la 493 metri (1.617 ft) deasupra nivelului mării. Cel mai jos punct al comunei este bazinul râului Berounka, aflat la 212 metri (696 ft) deasupra nivelului mării.

## Istorie

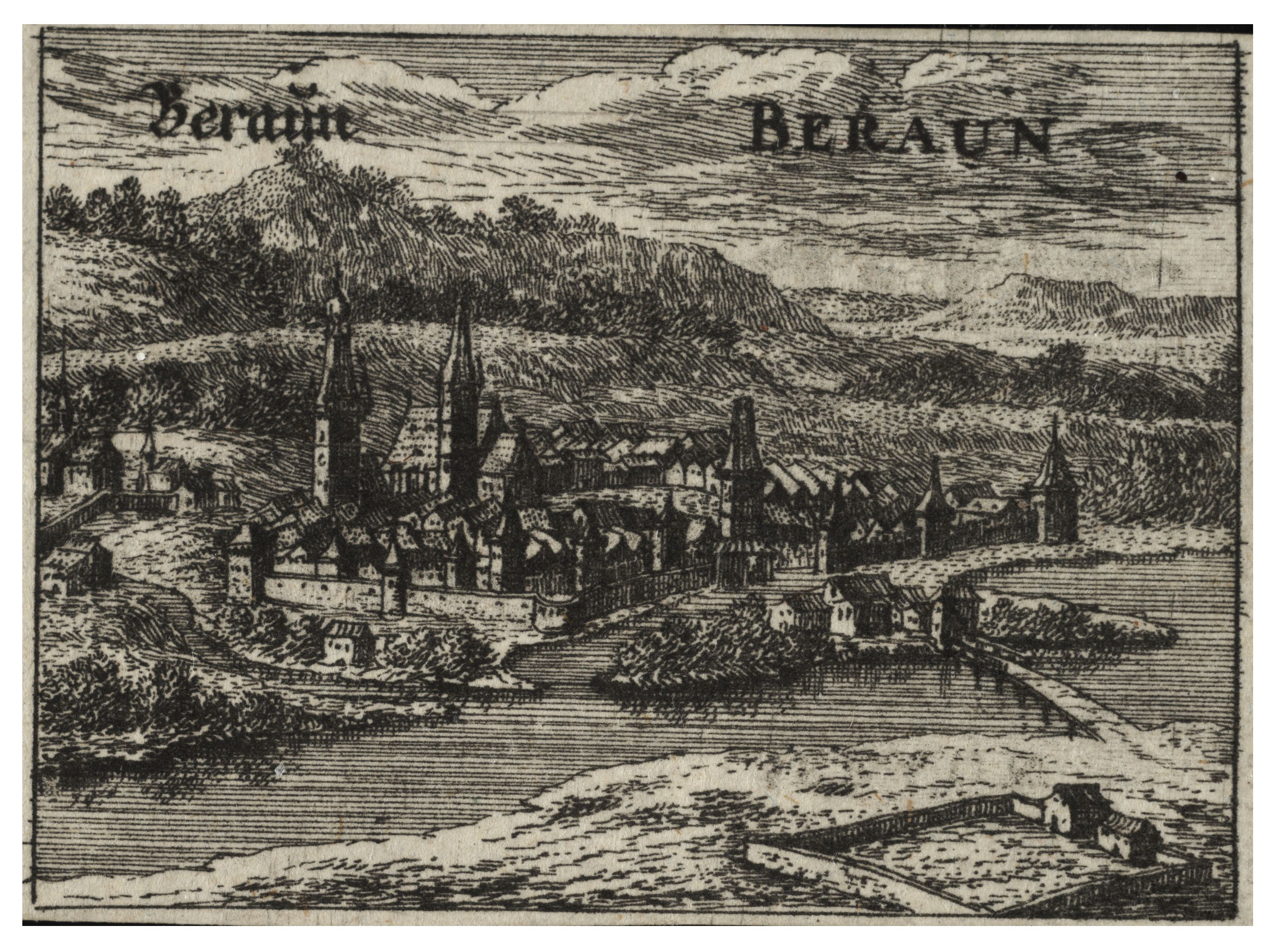
Beraun, gravură de Václav Hollar (1607–1677)

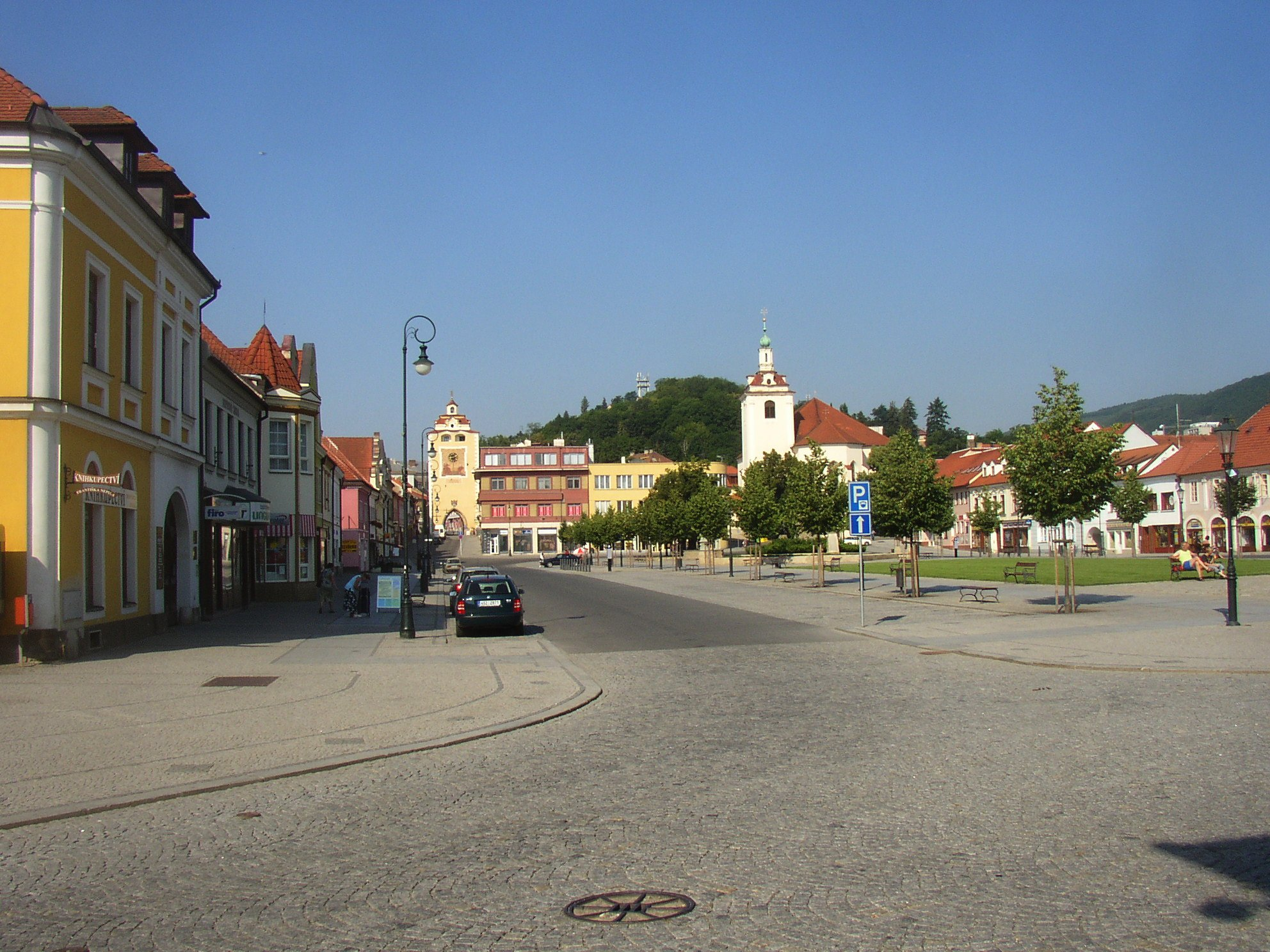
Piața Husovo

### Secolele XI–XV
Așezarea Na Brodě („Pe vad”), care s-a aflat în zona orașului Beroun, a fost menționată pentru prima dată într-un act din anul 1088.
Prima mențiune scrisă a lui Beroun (sub numele său latin Verona) a fost într-un act al regelui Ottokar al II-lea din anul 1265. Ottokar al II-lea a ales un loc important din punct de vedere strategic pentru fondarea unei așezări, din care a apărut orașul Beroun, care a format cea mai scurtă și mai ușoară legătură între orașele Praga și Plzeň.
În 1295, regele Venceslau al II-lea al Boemiei a decis să mute și să extindă orașul. În acea perioadă, a fost creat nucleul istoric al orașului Beroun, care s-a păstrat aproximativ până în zilele noastre. Aici a fost fondată și o mănăstire dominicană. În 1303, Venceslau al II-lea a făcut din Beroun un oraș regal.
În timpul împăratului Carol al IV-lea al Sfântului Imperiu Roman, orașul a prosperat și s-a dezvoltat rapid. În 1421, forțele husite de sub comanda lui Jan Žižka au luat cu asalt orașul și au demolat mănăstirea dominicană și, deși a fost recucerit și devastat după bătălia de la Lipany, de atunci a rămas un oraș majoritar ceh. În timpul domniei regelui Vladislav al II-lea (1471–1516), Beroun a atins cea mai mare prosperitate a sa.

### Secolele XVI–XIX
Sub stăpânirea Casei de Habsburg din 1526, moșiile orașului au fost confiscate. În timpul Războiului de Treizeci de Ani, a fost jefuit pe rând de armata imperială, de forțele Principatului Saxoniei și de forțele suedeze. În Primul Război din Silezia, a fost jefuit, de asemenea, de forțele franceze și bavareze.
În secolul al XVIII-lea, Beroun a fost un oraș de garnizoană și nu a mai fost prosper decât în anii 1860, odată cu deschiderea carierelor de calcar și a minelor de minereu de fier. Pe lângă câteva fierării, în Beroun au fost construite mai multe companii din industria textilă, iar populația a crescut.

### Secolele XX–XXI
A fost transformat semnificativ în perioada comunistă. Industria grea a fost extinsă, iar politica guvernului central a stabilit cote pentru locuințe noi. Deoarece Beroun este situat între două râuri într-o vale adâncă, fără terenuri de construcție adecvate, cotele au fost realizate prin demolarea unor clădiri istorice medievale și ridicarea de clădiri prefabricate înalte. 
Aspectul orașului a fost schimbat din nou în anii 1980, când a fost inaugurată autostrada D5, care trece pe podul de deasupra orașului.
Králův Dvůr⁠(d), împreună cu alte comune, au fost unite cu Beroun în 1980.
În 1990, Králův Dvůr și Trubín⁠(d) au devenit din nou comune separate.
De la căderea comunismului, orașul a fost revitalizat. Au fost reconstruite clădiri medievale, iar zidurile orașului au fost conservate. Industria grea a părăsit orașul, crescând semnificativ calitatea vieții. În secolul 21, Beroun a devenit un loc popular pentru a trăi, cu o creștere mare a populației și cu o calitate peste medie a mediului și a îngrijirii sănătății.

## Transporturi
Beroun este legat prin autostrada D5 (parte a drumului european E50) de Praga și prin autostrada federală (germană) 6 de Nürnberg.
Prin Beroun circulă mai multe linii de cale ferată: Praga – České Budějovice, Praga – Klatovy via Plzeň, Beroun – Český Brod⁠(d), Beroun – Rakovník și Beroun – Blatná Comuna este deservită de două gări: Beroun și Beroun-Závodí.

## Cultură
Festivalul internațional de muzică Talich din Beroun are loc anual în Beroun din 1983. Este numit în onoarea violonistului Václav Talich⁠(d), care a trăit și a decedat în oraș.

## Sport
Orașul este reprezentat de clubul de hochei pe gheață HC Berounští Medvědi⁠(d). Fostul club de prima ligă joacă acum la nivelurile inferioare. Există și clubul de hochei cu minge (hochejbal) SK Kelti 2008.
Cluburile de fotbal din oraș sunt Český Lev Union Beroun și SK Cembrit Beroun-Závodí, ambele joacă la nivelurile inferioare de amatori.
Clubul sportiv TJ Lokomotiva Beroun este dedicat înotului, canotajului, atletismului și altele.

## Obiective turistice

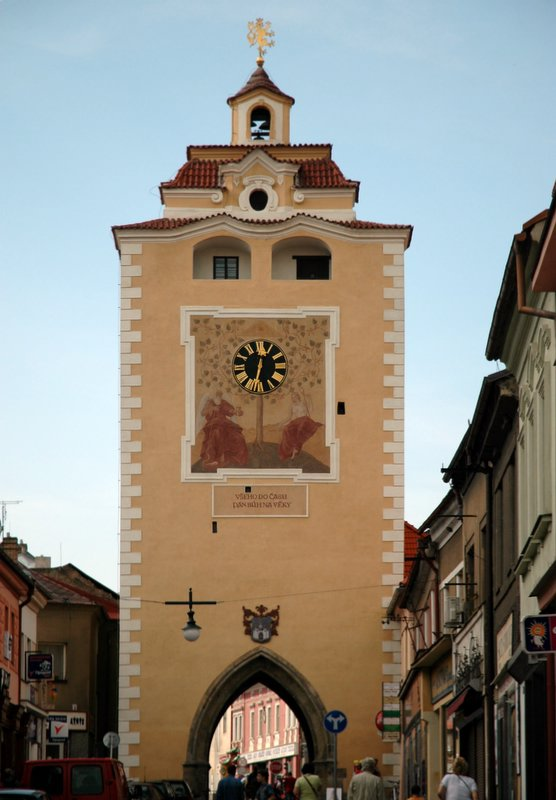
Poarta Plzeňská

Piața Husovo și împrejurimile sale reprezintă centrul istoric al orașului Beroun. Piața conține mai multe case valoroase și bine conservate. Primăria este o clădire renascentistă din anii 1560–1564.
Biserica Sfântul Iacob cel Mare este la fel de veche ca orașul. Este una dintre cele mai valoroase clădiri din oraș. Biserica Buna Vestire a Maicii Domnului a fost construită în anul 1525, după ce în timpul marii ciume a fost înființat un nou cimitir. 
Zidurile din Beroun reprezintă un monument excepțional al unei fortificații medievale din Boemia. Au fost construite în timpul domniei lui Venceslau al II-lea. Acestea au înconjurat orașul cu o lungime totală de 1.170 metri (3.840 ft). Poarta Plzeňská (cunoscută și ca „Poarta Superioară”) și Poarta Pražská (cunoscută și ca „Poarta Inferioară”) au fost cele mai importante părți ale fortificațiilor orașului. Până în anul 1842, drumul de la Plzeň la Praga trecea printre aceste porți.
În 1724, a fost construită Capela Maicii Domnului.

## Persoane notabile
- Josef Jungmann (1773–1847), poet și lingvist; a studiat aici
- Karla Máchová⁠(d) (1853–1920), activistă pentru drepturile femeii și politiciană
- Karel Šimůnek⁠(d) (1869–1942), pictor și ilustrator
- Václav Talich⁠(d) (1883–1961), dirijor; a trăit și a decedat aici
- Jiří Jeníček⁠(d) (1895–1963), fotograf și realizator de film
- Dolly Perutz⁠(d) (1908–1979), sculptor și grafician american
- Ludmila Vachtová⁠(d) (1933–2020), istoric de artă, critic și curator
- Josef Jandač⁠(d) (născut în 1968), jucător și antrenor de hochei pe gheață
- Leoš Mareš⁠(d) (născut în 1976), prezentator și cântăreț TV și radio
- Martin Růžička⁠(d) (născut în 1985), jucător de hochei pe gheață
- Tomáš Macháč (născut în 2000), jucător de tenis

## Orașe gemene–orașe înfrățite
Beroun este înfrățit cu:
- Brzeg, Polonia
- Goslar, Germania